# 반다이정
반다이정(일본어: 磐梯町 반다이마치[*])은 일본 후쿠시마현 야마군의 정이다.

## 지리
정내 최고점은 반다이산 정상으로 해발 1,819 m, 최저점은 아이즈 분지로 해발 200m이다. 정역은 반다이산 및 네코마가다케 산록의 남쪽 경사면에 위치하고 있다. 평탄지는 거의 없지만 일사나 용수를 타고나서 벼농사에는 적합하다.
반다이마치역 주변의 중심 시가지는 에니치지(慧日寺)의 몬젠마치를 기원으로 하며 예로부터 오테라(大寺)라는 지명으로 불리고 있었다. 또 반다이마치역은 1965년까지는 오테라역으로 불렸다.

## 역사
- 에도 시대에는 아이즈번령이었다.
- 1889년 - 반다이촌, 사라시나촌, 오타니촌, 아카에다촌이 합병해 반다이촌이 되었다.
- 1960년 - 반다이촌이 정으로 승격해 반다이정이 되었다.

## 인구
| 연도 | 인구  | ±%     |
| ---- | ----- | ------ |
| 1920 | 5,869 | —      |
| 1930 | 5,353 | −8.8%  |
| 1940 | 6,351 | +18.6% |
| 1950 | 7,601 | +19.7% |
| 1960 | 7,330 | −3.6%  |
| 1970 | 5,263 | −28.2% |
| 1980 | 4,501 | −14.5% |
| 1990 | 4,338 | −3.6%  |
| 2000 | 4,109 | −5.3%  |
| 2010 | 3,762 | −8.4%  |

## 교통

### 철도
- 동일본 여객철도 반에쓰사이선